# MOGAT3
MOGAT3 (англ. Monoacylglycerol O-acyltransferase 3) – білок, який кодується однойменним геном, розташованим у людей на короткому плечі 7-ї хромосоми. Довжина поліпептидного ланцюга білка становить 341 амінокислот, а молекулярна маса — 38 730.
| 10         |  | 20         |  | 30         |  | 40         |  | 50         |
| ---------- |  | ---------- |  | ---------- |  | ---------- |  | ---------- |
| MGVATTLQPP |  | TTSKTLQKQH |  | LEAVGAYQYV |  | LTFLFMGPFF |  | SLLVFVLLFT |
| SLWPFSVFYL |  | VWLYVDWDTP |  | NQGGRRSEWI |  | RNRAIWRQLR |  | DYYPVKLVKT |
| AELPPDRNYV |  | LGAHPHGIMC |  | TGFLCNFSTE |  | SNGFSQLFPG |  | LRPWLAVLAG |
| LFYLPVYRDY |  | IMSFGLCPVS |  | RQSLDFILSQ |  | PQLGQAVVIM |  | VGGAHEALYS |
| VPGEHCLTLQ |  | KRKGFVRLAL |  | RHGASLVPVY |  | SFGENDIFRL |  | KAFATGSWQH |
| WCQLTFKKLM |  | GFSPCIFWGR |  | GLFSATSWGL |  | LPFAVPITTV |  | VGRPIPVPQR |
| LHPTEEEVNH |  | YHALYMTALE |  | QLFEEHKESC |  | GVPASTCLTF |  | I          |

A: Аланін

C: Цистеїн

D: Аспарагінова кислота

E: Глутамінова кислота

F: Фенілаланін

G: Гліцин

H: Гістидин

I: Ізолейцин

K: Лізин

L: Лейцин

M: Метіонін

N: Аспарагін

P: Пролін

Q: Глутамін

R: Аргінін

S: Серин

T: Треонін

V: Валін

W: Триптофан

Кодований геном білок за функціями належить до трансфераз, ацилтрансфераз. 
Задіяний у таких біологічних процесах, як метаболізм ліпідів, біосинтез ліпідів, альтернативний сплайсинг. 
Локалізований у мембрані, ендоплазматичному ретикулумі.